# رضی دانش مشهدی
میرزا/ میر رضی بن ابوتراب مشهدی متخلص به دانش (؟ - ۱۶۶۵م) شاعر فارسی‌زبان ایرانی در سدهٔ یازدهم هجری/ هفدهم میلادی و شاعر دربار مغولی هند در سال‌های ۱۶۵۵–۱۶۶۲م بود.

## زندگی و شاعری
میرزا رضی مشهدی در سالی نامعلوم در مشهد زاده شد، پدرش ابوتراب به فطرت تخلص داشت و شاعر بود که به هندوستان مهاجرت نمود و در سال ۱۶۵۰م/۱۰۶۰ق در حیدرآباد دکن درگذشت. رضی پیش از درگذشت او به هند رفته بود. در شعبان ۱۰۶۵/ژوئن ۱۶۵۵ او در دربار شاه جهان قصیده‌ای در مدح او برخواند و دو هزار روپیه صله دریافت. سپس به خدمت داراشکوه درآمد و نزد او پایگاهی یافت. یک بار از داراشکوه ده هزار روپیه صله گرفت. دانش مشهدی مدتی در بنگال نزد محمد شجاع بود و در سال ۱۰۷۲ق/۱۶۶۲م به زادگاهش بازگشت.

میر رضی در سال ۱۰۷۶ق/۱۶۶۵–۶م در مشهد درگذشت. ماده‌تاریخ آن از نظمی تبریزی:
| دانش مشهدی آن نادره‌گو    |  | شد چو ناگه رهی راه بهشت |
| لاله‌وش، سوز غم و ماتم او |  | داغ‌ها بر دل احباب بهشت  |
| بود نامش چو رضی، تاریخش  |  | کلک نظمی رضی‌الله نوشت   |

## نمونه اشعار
| همچو بوی کل که می بیند درین بستان مرا؟     |  | ناتوانی کرده است از دیده ها پنهان مرا   |
| بس که در وحدت سرای دهر کثرت دیده ام        |  | چشم ترسیده ست از جمعیت مژگان مرا        |
| باغبان در باز کن ، جا بر گل از من تنگ نیست |  | می توان کردن چو بو در غنچه ای پنهان مرا |